# Општина Србобран (Република Српска)
Општина Србобран је бивша општина Републике Српске, која се налазила у регији Средња Босна. Формирана је 15. фебруара 1992. године на територији бивше југословенске општине Доњи Вакуф, а сачињавала су је сва насеља доњовакуфске општине. Првобитни назив општине је гласио Српска општина Доњи Вакуф, али је тај назив убрзо и службеним актом промијењен у Општина Србобран. Формално је постојала до потписивања Дејтонског споразума, а фактички је престала да постоји окупацијом западних дијелова Републике Српске, током акције Маестрал.

## Настанак општине
Према Закону о територијалној организацији и локалној самоуправи Републике Српске из 1994. године, једна од општина у Републици Српској је била и општина Србобран која је укључивала  насељена мјеста бивше југословенске општине Доњи Вакуф. Српска општина Доњи Вакуф је формирана на конститутивном сједници скупштине Српске општине Доњи Вакуф, 15. фебруара 1992. године, а службено је конституисана доношењем Закона о образовању општине Србобран. Након формирања Општина Србобран  је постала дио Аутономне регије Крајина, са сједиштем у Бањалуци.

## Географија
Општина Србобран се налазила у западном дијелу Републике Српске, у горњем току ријеке Врбас. Граничила се са општинама: Купрес, Шипово, Јајце и краткотрајном општином Турбе у Републици Српској. Општина Србобран је обухватала комплетну територију бивше југословенске општине Доњи Вакуф, то јесте сва насељена мјеста бивше општине.
У састав општине Србобран, накнадно су укључене српске територије општине Горњи Вакуф, као и краткотрајна општина Турбе, формирана од српских територија у општини Травник.

## Историја
На Скупштини Општине 15. фебруара 1992, којом је предсједавао Недељко Нинковић, предсједник Општинског одбора СДС-а, основана је Српска општина Доњи Вакуф и донијета је одлука о њеном прикључењу Аутономној регији Крајина. На тој сједници Никица Загорац је изабран за предсједника новоосноване Српске општине Доњи Вакуф. Крајем марта 1992. убрзано се оснивала српска држава и на сједници Скупштине, одржаној 24. марта верификована је "одлука скупштина општина о проглашењу подручја новоформираних српских општина" међу којима је био и Доњи Вакуф.
Од фебруара 1992. руководни радници српске националности су своје активности усмјерили на припреме за формирање Српске Станице јавне безбједности (СЈБ). Мобилисан је резервни састав полиције и сваки резервиста српске националности је усмјерен на предстојеће радне задатке који су значили формирање нових органа  општине Доњи Вакуф и њено уставно-правно припајање Републици Српској. Српски СЈБ основан је 17. априла 1992. и истог дана преузео је контролу над цијелим градом. Рајко Кисин је именован за начелника СЈБ-а, Јово Шатара за командира, а Зоран Илић за замјеника.
Општа мобилизација Срба проглашена је 6. маја 1992, а Муслиманима је наложено да предају оружје. Сљедећег дана на зграду општине постављена је српска застава.
На мјесто начелника СЈБ-а умјесто Рајка Кисина постављен је Бошко Савковић, кога је Наредбом од 13. јуна 1992. именовала 19. партизанска дивизија. Ова дивизија је припадала Југословенској народној армији, а формирањем Војске Републике Српске преименована је у 19. србобранску пјешадијску бригаду ВРС-а под непосредном командом Станислава Галића и општом командом генерала Момира Талића. Истом Наредбом војни капетан Секула Шишић постављен је за командира СЈБ, а Јово Шатара за замјеника командира. Кризни штаб и 1. крајишки корпус договорили су се око оснивања команде града. Од маја до септембра 1992. године ВРС и српска полиција су преузеле контролу над цјелокупном територијом Општине Доњи Вакуф.
Народна скупштина Републике Српске је 2. априла 1993. Усвојила Закон о промјени назива Општине Доњи Вакуф и насељеног мјеста Доњи Вакуф у Србобран. 

## Општина Турбе
21. јула 1993. године на сједници Народне скупштине Републике Српске донијет је Закон о образовању Општине Турбе, којим је предвиђено оснивање Општине Турбе на дијелу бивше југословенске општине Травник. Образује се Српска општина Турбе са сједиштем у Турбету, коју чине насељена мјеста бивше општине Травник коју чине насеље мјеста: Варошлук, Горња и Доња Требуша, Голеш, Спаићи и Воћњак. Општина Турбе је постојала до маја 1994. године, када је укинута а њена насеља припојена Општини Србобран.

## Политичко уређење
Начелник општине је представљао и заступао општину и вршио извршну функцију у Србобрану. Општинску администрацију, поред начелника, чинила је и скупштина општине. Институционални центар Општине Србобран је било насеље Србобран (Доњи Вакуф), гдје су били смјештени сви општински органи.

### Повјереништво за Општину Србобран
Повјереништво за општину Србобран је формирано 1996. године на основу Тачке 2. Амандмана XXXV на Устав Републике Српске и Тачке 2. Одлуке о образовању повјереништава за општине односно подручја која су у цјелини или дјелимично ушла у састав Федерације БиХ. Повјереништво општине извршава налоге Народне скупштине, Предсједника Републике и Владе Републике Српске и врши послове из надлежности Скупштине општине и Извршног одбора у складу са законом. Сједиште повјереништва је било у Градишци. Повјереништво је образовано у сљедећем саставу:
1. Недељко Нинковић, предсједник,
2. Светко Бороја,
3. Никола Кисић,
4. Жељко Видовић,
5. Љубо Мекињић,
6. Горан Блажић,
7. Илија Бороја.

## Образовање
Према Одлуци о привременом броју и просторном распореду основних школа у Републици Српској из 1994. којом се утврђује број и просторни распоред основних школа као и број издвојених одјељења основних школа у Републици Српској, на територији Општине Србобран, егзистирала је Основна школа "Немања Влатковић" са сједиштем у Србобрану и издвојеним одјељењима у Гричу, Оборцима, Kомару ,Бабином Потоку, Барицама, Растичеву и Марковцима. Одлуком о привременом броју, структури и просторном распореду средњих школа на територији Републике Српске из 1995. утврђено је да се средње образовање на територији Општине Србобран остварује кроз средњошколски центар "Душан Ракита" у Србобрану, у којој је настава организована кроз гимназију и шумарство и обраду дрвета.